# Церковь Михаила Архангела (Богдашкино)
Церковь Михаила Архангела — утраченный православный храм в селе Богдашкино Чердаклинского района Ульяновской области. Разрушена коммунистами в 1960-е годы.

## История
В 1909 году в селе Богдашкино Чердаклинского района, по проекту архитектора Т. С. Хилинского, был построен каменный храм в честь Архангела Михаила. При Советской власти церковь служила складом для сельскохозяйственной продукции, а в 1960-е годы была разрушена.
22 июня 2016 года состоялся сельский сход, на котором было решено создать православный приход в честь праведного Иоанна Русского, на что ранее было дано благословению епископа и Мелекесского и Чердаклинского Диодора.